# Hans Schuller
Hans Schuller (n. 25 octombrie 1934) este un jurnalist și poet de limba germană din România.
A lucrat pentru început la ziarul Neuer Weg, din București, de unde a plecat în 1957 la Brașov, împreună cu Eduard Eisenburger și Alfred Wagner, ca redactor al secțiunii de literatură la noua publicație Volkszeitung, care a fost înființată ca supliment regional al Neuer Weg, publicație care s-a transformat în 1968 în Karpatenrundschau, după care Hans Schuller a revenit în București, la Neuer Weg.

## Opera
Scrieri proprii
- Bekenntnis, versuri, Editura Tineretului, 1957[6]
- Weil in mir das Leben singt, versuri, Editura Tineretului, 1962[6]
- Wenn ich vor dir stehe, versuri, Editura Tineretului, 1966[1][6]
- Berichtigung, versuri, Editura Dacia, Cluj-Napoca, 1979[7]

Traduceri
- Sieben magere Kühe - traducere în limba germană de Hans Schuller, Brașov, 1965, a comediei într-un act Șapte vaci slabe de Octav Măgureanu, Casa Regională a Creației, 1964.